# Василије Крестић
Василије Крестић (Ђала, 20. јул 1932) српски је историчар, универзитетски професор и академик. Крестић је професор Филозофског факултета Универзитета у Београду у пензији и редовни члан САНУ.

## Биографија
Основну школу похађао је у месту рођења а гимназију у Зрењанину. 
Пре него што се посветио науци Крестић је био активан одбојкаш, наступао је за Партизан где је био члан првих послератних шампионских генерација београдских црно–белих, а потом и за суботички Спартак. Био је и репрезентативац Југославије.
Студије историје завршио је на Филозофском факултету у Београду 1957. На истом факултету докторирао је 1967. са темом „Хрватско-угарска нагодба 1868. године“.
За доцента је изабран 1967, за ванредног професора 1973, а за редовног 1979. године. Од 1981. је шеф Катедре за националну историју Новог века. У пензији је од 1997.
За дописног члана САНУ изабран је 1981. а за редовног 1991. године. Од 1982. до 2023. био је директор Архива САНУ. Члан Председништва САНУ је од 1995. Секретар Одељења историјских наука постао је 1998. године. Био је један од два кандидата за председника САНУ 2007. године.
Ради научног усавршавања и научног истраживања боравио је у Будимпешти, Бечу, Мајнцу, Прагу, Москви и Бону. Његово научно интересовање везано је за шири простор јужнословенских земаља у раздобљу од XVIII до XX века. Као познавалац аустријских архива више година био је члан експертског тима Србије који је радио на рестаурацији архивске грађе однете из Србије током Првог и Другог светског рата.
Учествовао је у писању Меморандума САНУ.
Неколико година био је главни и одговорни уредник „Историјског гласника”, органа Историјског друштва Србије. Члан је редакције „Зборника за историју” Матице српске. Покренуо је „Зборник за историју Срба у Хрватској”, чији је одговорни уредник. Учествовао је на многим научним скуповима у земљи и иностранству на којима је подносио саопштења.
Бави се историјом Срба и Хрвата, српско-хрватских односа и југословенске идеје. Његова књига „Геноцидом до велике Хрватске”  имала је седам издања на српском, два на енглеском, једно на француском и руском језику.
Посебно је изучавао политичку историју, историју друштва и друштвених покрета, као и културну историју. Из тих области написао је и објавио више од 250 радова (монографија, студија, чланака, расправа и есеја ). Међу значајнијим делима је „Срби у Угарској (1790-1918)“. Његова изабрана дела у 15 књига објављена су 2022. године.
Радови су му превођени и објављени на енглеском, француском, немачком, мађарском, чешком, бугарском и грчком језику.
Василије Крестић је члан Сената Републике Српске од 1996. године.

## Награде
Носилац је више друштвених награда и признања:
- Октобарска награда града Београда, за дело Историја српског народа у Хрватској и Славонији 1848–1914, 1992.[10]
- Награда Вукове задужбине, за књигу Грађа о Србима у Хрватској и Славонији (1848–1914), 1997.
- Награда „Изванредни Златни беочуг”, за животно дело, 2001.[11]
- Награда „Браћа Карић”, 2004.
- Награда „Душан Баранин”, за књигу Бискуп Штросмајер: Хрват, великохрват или Југословен, 2006.
- Награда „Дејан Медаковић”, за књигу Историчар у времену преломних и судбинских одлука, 2011.
- Награда „Печат времена”, за књигу Срби у Угарској 1790–1918, 2014.
- Награда „Теодор Павловић”, за књигу Срби у Угарској 1790–1918 и за животно дело, 2014.
- Награда „Владимир Ћоровић”, за животно дело, 2016.[12]
- Награда „Михајло Пупин” Аутономне покрајине Војводине, 2021.[13]

## Одабрана дела
- Крестић, Василије (1968). „Хрватске политичке странке и Уједињена омладина српска до 1868. године”. Уједињена омладина српска: Зборник радова. Нови Сад; Београд: Матица српска; Историјски институт. стр. 317—322.
- Крестић, Василије (1969). Хрватско-угарска нагодба 1868. године. Београд: САНУ.
- Крестић, Василије (1969). „Југословенска политика Јосипа Јурја Штросмајера”. Историјски гласник. 22 (1): 9—30.
- Крестић, Василије (1980). Историја српске штампе у Угарској 1791-1914. Нови Сад: Матица српска.
- Крестић, Василије (1981). „Срби у Хабсбуршкој Монархији 1849-1868”. Историја српског народа. 5 (2). Београд: Српска књижевна задруга. стр. 107—150.
- Крестић, Василије (1983). „Политички, привредни и културни живот у Хрватској и Славонији”. Историја српског народа. 6 (1). Београд: Српска књижевна задруга. стр. 375—431.
- Krestić, Vasilije (1983). Srpsko-hrvatski odnosi i jugoslovenska ideja 1860-1873: Studije i članci. Beograd: Narodna knjiga.
- Крестић, Василије (1983). „Српска мемоарска литература о револуцији 1848-1849. године”. Срби и Мађари у револуцији 1848—1849. године. Београд: САНУ. стр. 165—177.
- Крестић, Василије (1987). „Политика Срба из Угарске према Мађарима од 1849. до 1867. године”. Српско-мађарски односи и сарадња 1848-1867. Београд: САНУ. стр. 95—105.
- Krestić, Vasilije (1988). Srpsko-hrvatski odnosi i jugoslovenska ideja u drugoj polovini XIX veka. Beograd: Nova knjiga.
- Крестић, Василије (1991). „О називу језика у прошлости Хрватске”. Зборник о Србима у Хрватској. 2: 225—258.
- Крестић, Василије; Љушић, Радош (1991). Програми и статути српских политичких странака до 1918. године. Београд: Књижевне новине.
- Крестић, Василије (1991). Историја Срба у Хрватској и Славонији 1848-1914. Београд: Политика.
- Krestić, Vasilije (1997). History of the Serbs in Croatia and Slavonia 1848-1914. Belgrade: BIGZ.
- Крестић, Василије (1994). Из историје Срба и српско-хрватских односа: Студије, чланци, расправе и есеји. Београд: БИГЗ.
- Крестић, Василије (1995). Грађа о Србима у Хрватској и Славонији (1848-1914). 1. Београд: БИГЗ.
- Крестић, Василије (1995). Грађа о Србима у Хрватској и Славонији (1848-1914). 2. Београд: БИГЗ.
- Михајловић, Коста; Крестић, Василије (1995). Меморандум САНУ: одговори на критике. Београд: САНУ.
- Крестић, Василије (1998). Геноцидом до Велике Хрватске. Нови Сад-Београд: Матица српска, Архив Србије.
- Krestić, Vasilije (1998). Through Genocide to a Greater Croatia. Belgrad: BIGZ.
- Krestić, Vasilije (2001). La grande Croatie: Le génocide comme projet politique. Lausanne: L'Age d'Homme.
- Крестић, Василије (2001). Бискуп Штросмајер у светлу нових извора. Београд: САНУ.
  - Крестић, Василије (2002) [2001]. Бискуп Штросмајер у светлу нових извора (2 изд.). Нови Сад: Прометеј.
- Крестић, Василије (2003). Из прошлости Срема, Бачке и Баната. Београд: Српска књижевна задруга.
- Крестић, Василије (2006). Бискуп Штросмајер: Хрват, великохрват или Југословен. Јагодина: Гамбит.
- Крестић, Василије (2007). „Бискуп Штросмајер и литургија на старословенском језику у Црној Гори и Србији”. Зборник о Србима у Хрватској. 6: 125—150.
- Крестић, Василије (2013). Срби у Угарској 1790-1918. Нови Сад: Матица српска.
- Крестић, Василије (2015). „Срби у Угарској у време Првог светског рата”. Срби и Први светски рат 1914-1918. Београд: САНУ. стр. 45—61.
- Крестић, Василије (2015). „Хрватске претензије на Босну и Херцеговину”. Зборник о Србима у Хрватској. 9: 229—251.
- Крестић, Василије (2016). Запамћења. Нови Сад: Матица Српска.
- Крестић, Василије; Михајловић, Коста (2017). Меморандум САНУ: 30 година после. Београд: Новости.
- Крестић, Василије; Радојевић, Мира (2017). Јасеновац. Београд: САНУ.
- Крестић, Василије (2017). Великохрватске претензије на Војводину, Босну и Херцеговину (PDF). Београд: САНУ.
- Крестић, Василије (2019). „Мајска скупштина 1848. године”. Срби у Угарској 1848-1918: од Mајске до Велике народне скупштине. Нови Сад: Матица српска. стр. 7—15.
- Крестић, Василије (2022). „Војводство Србија и Тамишки Банат није било круновина” (PDF). Зборник Матице српске за историју. 106: 19—23.